# Pala Bentivoglio
La Pala Bentivoglio (Madonna in trono con la famiglia di Giovanni II Bentivoglio) è un dipinto olio su tavola di Lorenzo Costa, realizzato nell'agosto del 1488 e conservato nella Cappella Bentivoglio nella chiesa di San Giacomo Maggiore a Bologna.

## Descrizione
Il dipinto è una tela di grande dimensione che venne realizzata dal Costa, autore anche delle altre due opere presenti sulle pareti della cappella, Il Trionfo della Fama e Il Trionfo della Morte. L'opera fu commissionata come ringraziamento per aver scampato il pericolo della congiura ordita dalla famiglia Malvezzi.
Nell'opera, ambientata in una sontuosa architettura rinascimentale, si erge un altare marmoreo con un ricco fregio, che reca sul gradino più alto un trono sul quale è assisa la Madonna col Bambino; ai suoi lati, inginocchiati si trovano i due coniugi committenti, Ginevra Sforza (già vedova di Sante Bentivoglio) col marito Giovanni II Bentivoglio; in primo piano e in piedi undici dei loro figli (altri cinque morirono in tenera età). 
A sinistra sono ritratte le sette figlie femmine (da sin. Camilla, Bianca, Francesca, Violante, Laura, Isotta ed Eleonora) a destra i quattro maschi (da sin. Ermete, Alessandro, Anton Galeazzo e infine Annibale, il maggiore d'età). Dei personaggi ritratti nell'affresco, ricordiamo Camilla e Isotta, che furono monache nel convento del Corpus Domini; Francesca Bentivoglio, sposata a Galeotto Manfredi e macchiatasi di uxoricidio; Violante Bentivoglio (futura sposa di Pandolfo IV Malatesta ultimo signore di Rimini); Ermes Bentivoglio, bambino all'epoca del ritratto, descritto in seguito da un cronista bolognese come iracondo e perverso, addirittura "bestiale", per la strage da lui compiuta nel 1501 ai danni della famiglia Marescotti; Antongaleazzo Bentivoglio, ritratto in abito da prelato, protonotario apostolico, che non ottenne l'agognato cappello cardinalizio, onore che il papa gli rifiutò; Annibale II Bentivoglio, sposato con Lucrezia d'Este, che dopo la morte di Giovanni II e l'esilio subito dalla sua famiglia, tentò invano, insieme al fratello Ermes, di rientrare a Bologna.